# とっておきの20秒
『とっておきの20秒』（とっておきのにじゅうびょう）は、平松愛理の2枚目のアルバム。1989年11月21日にポニーキャニオンより発売された。3枚目のシングル「駅のない遮断機」と同日発売であり、同シングルのカップリングには本作の表題曲「とっておきの20秒」が収録された。

## 概要
帯コピー：とっておきの瞬間をあなたに……
デビューアルバム『TREASURE』から9か月という短いサイクルでリリースされたアルバム。
3曲目「GIRL FRIEND」は、翌年リリースされたシングル「月のランプ」のカップリングとしてリカットされており、さらには1992年にリリースされたシングル「部屋とYシャツと私」のカップリングにアレンジを変更したオーケストラ・バージョンで収録された。
8曲目「YOU'LL BE MARRIED」はデビューシングル「青春のアルバム」のカップリング曲。10曲目「朝のホームで」は、前作『TREASURE』からリカットされたシングル「太陽のストライキ」のカップリング曲である。この曲は薬師丸ひろ子に提供した「平凡」（アルバム『LOVER'S CONCERTO』収録）のセルフカバーであるが、タイトルと歌詞は全く異なる（「平凡」の作詞は小室みつ子、編曲は平松の夫であった清水信之が手掛けている）。

## 収録曲
| 全作詞・作曲: 平松愛理、全編曲: 西平彰、平松愛理。 |                        |          |            |      |
| #                                                  | タイトル               | 作詞     | 作曲・編曲 | 時間 |
| 1.                                                 | 「駅のない遮断機」     | 平松愛理 | 平松愛理   | 4:50 |
| 2.                                                 | 「エンジンが笑っても」 | 平松愛理 | 平松愛理   | 4:43 |
| 3.                                                 | 「GIRL FRIEND」        | 平松愛理 | 平松愛理   | 4:19 |
| 4.                                                 | 「DAY BY DAY」         | 平松愛理 | 平松愛理   | 5:30 |
| 5.                                                 | 「私を忘れて」         | 平松愛理 | 平松愛理   | 5:38 |
| 6.                                                 | 「とっておきの20秒」   | 平松愛理 | 平松愛理   | 3:58 |
| 7.                                                 | 「雪になりたい」       | 平松愛理 | 平松愛理   | 3:45 |
| 8.                                                 | 「YOU'LL BE MARRIED」  | 平松愛理 | 平松愛理   | 5:20 |
| 9.                                                 | 「YOU ARE OURS」       | 平松愛理 | 平松愛理   | 4:29 |
| 10.                                                | 「朝のホームで」       | 平松愛理 | 平松愛理   | 4:50 |
| 合計時間:                                          | 合計時間:              | 47:22    |            |      |

### 楽曲解説
1. 駅のない遮断機
  - 3枚目のシングル表題曲。
2. エンジンが笑っても
3. GIRL FRIEND
  - 後に4枚目のシングル「月のランプ」のカップリング曲としてリカットされた。
4. DAY BY DAY
5. 私を忘れて
6. とっておきの20秒
  - 「駅のない遮断機」のカップリング曲。
7. 雪になりたい
8. YOU'LL BE MARRIED
  - デビューシングル「青春のアルバム」のカップリング曲。
9. YOU ARE OURS
10. 朝のホームで
  - 2枚目のシングル「太陽のストライキ」のカップリング曲。
  - 薬師丸ひろ子への提供楽曲のセルフカバー。歌詞が異なる。